# Похід Мен Тяня до Ордосу
Похід Мен Тяня до Ордосу — військова кампанія китайської армії часів династії Цінь для захоплення контролю над Ордосом та вигнанням звідти хунну в цілях забезпечення безпеки будівників Великого Китайського муру від зовнішніх загроз. Після імовірного повернення хунну до Ордосу на них вже мав чекати створений китайцями «сюрприз».

## Хід подій
У 215 р. до н. е. імператор та засновник імперії Цінь Цінь Шихуанді віддав наказ найкращому зі своїх полководців, Мен Тяню, очистити від хунну цілий Ордос, відігнавши останніх за Жовту ріку.
Привівши військо до готовності, пізніше того-ж року Мень Тянь рушив виконувати імператорський наказ. Під його командуванням китайці успішно виконали воєнну місію, розчистивши та прогнавши хунну з земель які встигли стати їх Батьківщиною.
В результаті цієї поразки хунський шаньюй Тумен був змушений відступити, відводячи свій народ вглиб Монгольського плато. Тим не менш, через загрозу з боку імперії Цінь, лідери різних родо-племінних кланів хунну покінчили з чварами та перетворилися в міцну племінну конфедерацію.
Після перемоги, Мен Тянь залишився відповідальним за безпеку працівників, для чого на захопленій частині Внутрішньої Монголії разом з принцом Фу Су створив демілітаризовану зону, точкою відліку якої став Суйде. Досить скоро вони простягнулися на цілий Ордос. Під створену там систему оборонних укріплень було адаптовано більш ранні укріплення держав Ян та Чжао.